# 포를리델산니오
포를리델산니오(이탈리아어: Forlì del Sannio)는 이탈리아 몰리세주 이세르니아도의 코무네다. 캄포바소로부터 북서쪽 45km 이세르니아 북서쪽 12km 거리에 있다.